# Microlophus habelii
Espèce
Synonymes
- Tropidurus habelii Steindachner, 1876

Statut de conservation UICN

 LC  : Préoccupation mineure
Microlophus habelii est une espèce de sauriens de la famille des Tropiduridae.

## Répartition

Répartition

Cette espèce est endémique de l'île Marchena aux îles Galápagos en Équateur.

## Publication originale
- Steindachner, 1876 : Die Schlangen und Eidechsen der Galapagos-Inseln. Festschrift herausgegeben von der K.K. Zoologisch-Botanischen Gesellschaft in Wien, vol. 1876, p. 303-329.